# Eurytoma leptovena
Eurytoma leptovena är en stekelart som beskrevs av Bugbee 1941. Eurytoma leptovena ingår i släktet Eurytoma och familjen kragglanssteklar. Inga underarter finns listade i Catalogue of Life.